# André-Charles Voillemot
André Charles Voillemot, né le 13 décembre 1822 à Paris et mort dans cette même ville le 9 avril 1893, est un peintre et illustrateur français.

## Biographie
André Charles Voillemot est né le 13 décembre 1822 de Jules François Voillemot, serrurier, et de Marie Suzanne Armande Dutertre.
Élève de Michel Martin Drolling, il fait ses débuts au Salon de 1845 et n'y expose, jusqu'en 1848, que des portraits qui ne retiennent pas l'attention de Théophile Gautier.  
Après la destruction du théâtre du château de Fontainebleau par un incendie en 1856, il exécute les figures allégoriques de la Poésie, de la Musique, de la Renommée et du Génie des arts.
Selon les frères Goncourt, il représente le style néo-rococo à la mode sous le Second Empire.
En 1865, il épouse Clotilde Pauline Deuff ; le sculpteur Aimé Millet est témoin du mariage devant l'état civil.
Il reçoit une médaille d'argent au Salon de 1870 et est nommé chevalier de la Légion d'honneur.
Il meurt le 9 avril 1893 à son domicile parisien de l'avenue Frochot .
Plusieurs de ses œuvres et son fonds d'atelier sont dispersés lors d'une vente aux enchères à l'hôtel Drouot, les 30 et 31 mai suivants.

## Distinctions
- Chevalier de la Légion d'honneur (1870).

## Illustrations
- Charles Monselet, Théâtre de Figaro, frontispice Rideau gravé à l'eau-forte par Eugène Leguay d'après André Charles Voillemot, Paris, Ferdinand Sartorius éditeur, 1861.

Œuvres de André-Charles Voillemot
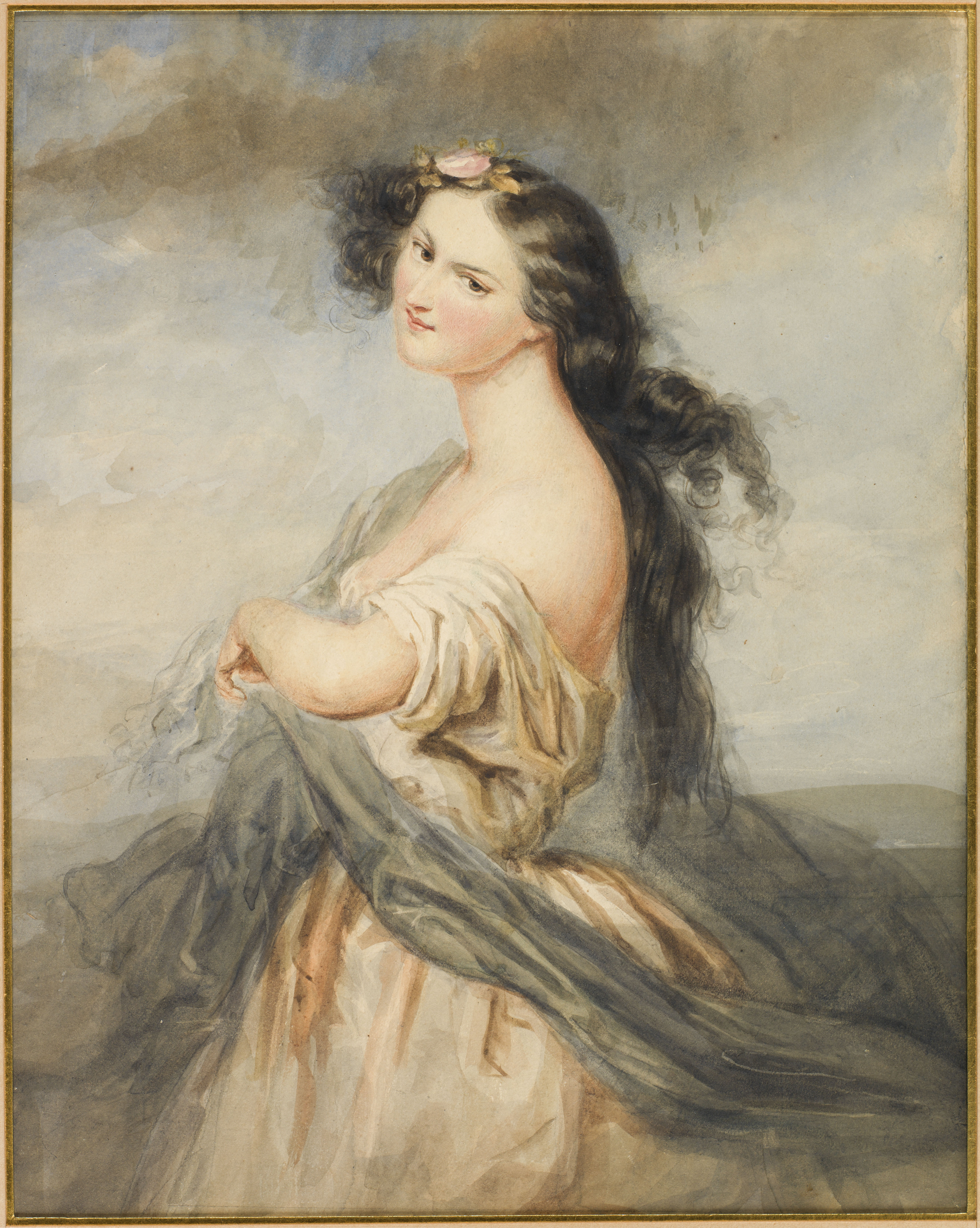
Portrait de Juliette Drouet (vers 1835), aquarelle, Paris, maison de Victor Hugo.
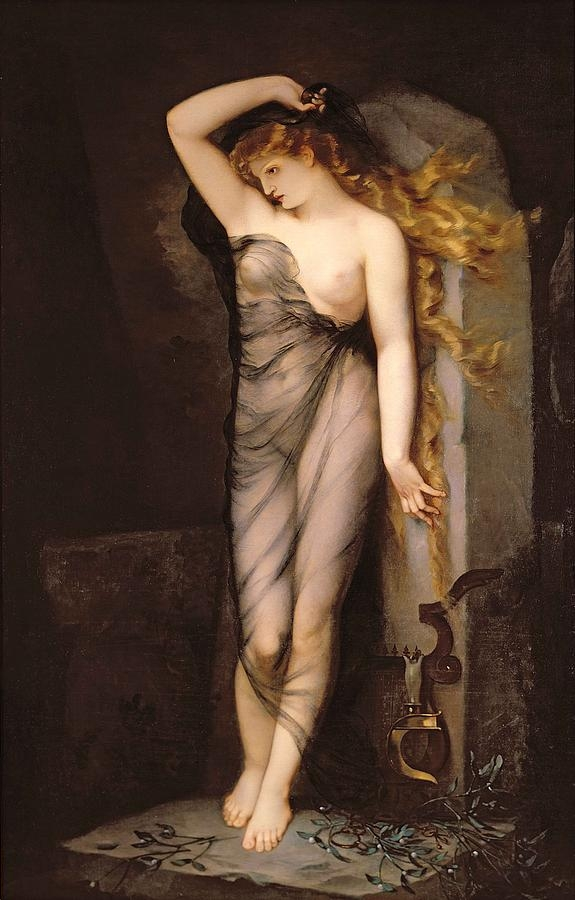
Velleda (vers 1869), huile sur toile, musée des Beaux-Arts de Rennes.
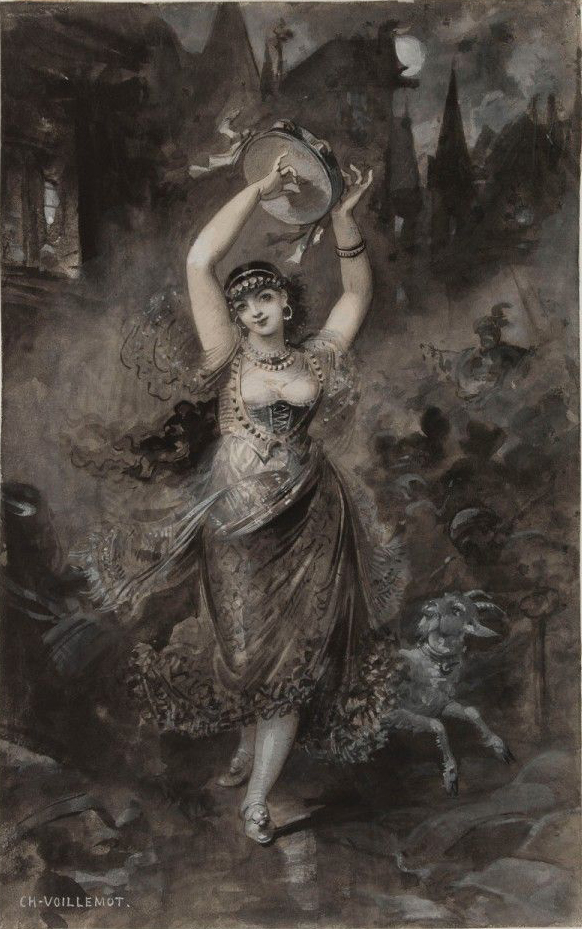
La Esmeralda dansant (vers 1882), lavis et gouache, Saint-Pierre-Port, Hauteville House.